# Nagyatád vasútállomás
Nagyatád vasútállomás egy Somogy vármegyei vasútállomás Nagyatádon, a MÁV üzemeltetésében.
A belvárostól néhány száz méterre nyugatra helyezkedik el, a 681-es főút vasúti keresztezésének déli oldalán.

## Vasútvonalak
Az állomást az alábbi vasútvonalak érintik:
- Nagyatád–Somogyszob-vasútvonal

## Kapcsolódó állomások
A vasútállomáshoz az alábbi állomások vannak a legközelebb:
- Somogyszob vasútállomás (Nagyatád–Somogyszob-vasútvonal)

## Forgalom
| Járat        | Útvonal               | Gyakoriság   |
| ------------ | --------------------- | ------------ |
| személyvonat | Somogyszob – Nagyatád | 1-2 óránként |